# Saggio alla perla di borace
Il saggio alla perla di borace è un metodo tradizionale di analisi chimica qualitativa per la ricerca di alcuni metalli in un campione incognito. Fu introdotto da Berzelius nel 1812. Successivamente vennero utilizzati anche altri sali oltre al borace, come il carbonato di sodio o il fosfato idrogenato sodico d'ammonio, detto anche sal di fosforo, che costituisce la base del saggio alla perla al sal di fosforo.

## Descrizione
Il saggio si svolge sulla fiamma del becco bunsen: si tratta di un saggio per via secca alternativo o complementare al saggio alla fiamma. Sfrutta la capacità del borace (tetraborato di sodio decaidrato, Na2B4O7 · 10H2O), di fondere e di formare una perla vetrosa incolore. In presenza di ioni metallici tale perla mostra colori caratteristici per ogni metallo, permettendone il riconoscimento.
Sulla fiamma il borace dapprima si rigonfia, perdendo l'acqua di cristallizzazione:
{\displaystyle {\ce {Na2B4O7*10H2O -> Na2B4O7 + 10H2O}}}
quindi il tetraborato di sodio libera anidride borica (B2O3) e metaborato di sodio (NaBO2):
{\displaystyle {\ce {Na2B4O7 -> 2NaBO2 + B2O3}}}
Utilizzando la fiamma ossidante del bunsen, l'anidride borica è capace di disciogliere gli ossidi metallici derivanti dalla trasformazione (per azione della fiamma ossidante) di altri composti metallici. I composti risultati sono metaborati metallici, che posseggono colori caratteristici:
{\displaystyle {\ce {B2O3 + CuO -> Cu(BO2)2}}}
Trasferendo la perla su fiamma riducente, o meglio in presenza di polvere di carbone, si può avere la riduzione del metallo, e si possono quindi osservare variazioni del colore:
{\displaystyle {\ce {4NaBO2 + 2Cu(BO2)2 + 9C -> 9CO + Na2B4O7 + 2Cu}}}

## Esecuzione del saggio
Si arroventa il filo di platino sul bunsen e lo si immerge immediatamente nella polvere di borace, facendola aderire. Si porta il filo sulla fiamma ossidante (mantello esterno) sciogliendo il borace; si ripetono questi passaggi fino ad ottenere una perlina vetrosa di qualche millimetro di diametro.
Quindi con la perla si preleva qualche cristallo di campione in esame e si riporta sulla fiamma, facendo attenzione a non far cadere la perla in fusione; dopo qualche secondo si toglie la fiamma e si osserva il colore della perla. Se il colore è troppo scuro è necessario ripetere il saggio, prelevando una minore quantità di cristalli.
Inoltre si può portare la perla su fiamma riducente per osservare eventuali cambiamenti di colore.
| Metallo   | Colore su fiamma ossidante | Colore su fiamma riducente   |
| --------- | -------------------------- | ---------------------------- |
| Cobalto   | blu notte                  | blu notte                    |
| Cromo     | giallo-verde               | verde                        |
| Ferro     | giallo o rosso-bruno       | verde                        |
| Manganese | violetto                   | incolore (rosa a freddo)     |
| Nichel    | rosso-violetto             | grigio                       |
| Rame      | verde (azzurro a freddo)   | verde (rossa-opaca a freddo) |